# 湖木教会
湖木教会（Lakewood Church）是一个基督教灵恩派的非宗派巨型教会，位于美国德克萨斯州休斯敦。它是美国最大的教会，平均每周参加聚会的人数达到约52,000人。16,800个座位的湖木教会总堂，每周举行四次英语聚会和两次西班牙语聚会，约尔·欧斯汀是湖木教会的主任牧师。

## 历史

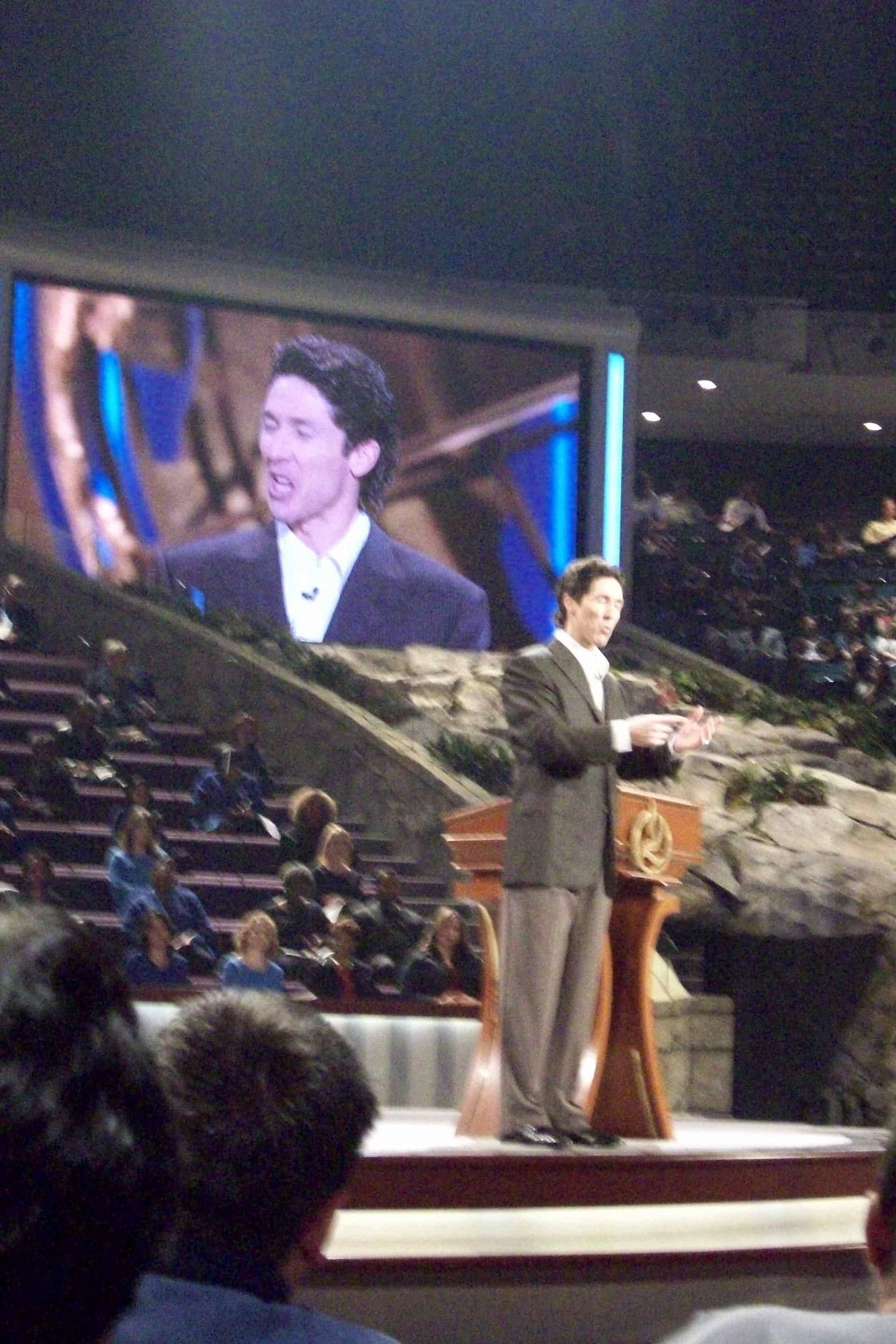

湖木教会是由约翰·欧斯汀夫妇在1959年5月10日母亲节，在休斯敦东北部一个废弃的饲料店内建立的。约翰是美南浸信会牧师，但是他在经历灵浸后，湖木教会去掉了名字中的“浸信会”，成为一个灵恩派的非宗派教会。从一开始，湖木教会已经具有种族包容性。到1979年，教会出席人数超过五千人，在五旬节派和灵恩派中变得突出。1999年1月23日，约翰·奥斯汀死于心肌梗死，他的小儿子约尔·欧斯汀成为牧师。
在约尔·欧斯汀带领下，湖木教会的会众增加了近五倍。 每周出席人数增加到3万，遂决定从东休斯敦路7317号 迁移到更大的设施。 2003年底，教会与休斯顿市签订了长期租约收购康柏中心体育场。
湖木教会于2005年7月16日搬迁到休斯敦市中心西南59号高速公路边的康柏中心，拥有16,800座位，容量是旧堂的两倍。 2010年3月31日，休斯顿市议会出售该物业给湖木教会。

## 信仰
湖木教会相信整本圣经是是由上帝所默示的，教会的教导是基于这个信仰。教会也持守三位一体, 以及承认基督死在十字架上并且复活的信条。

## 事工
湖木教会为不同年龄和婚姻状况的成员提供提供不同类型的事工：
- 儿童
- 中学生
- 青年
- 成人

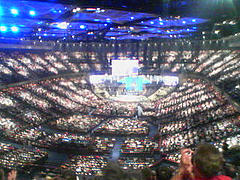

教会每周的聚会在三一传播网和晨星电视网上广播。欧斯汀的布道也在100多个国家的电视上播放，每周估计有700万观众。。
2002年，湖木教会开始了西班牙语事工。每周有两次西班牙语聚会，并将所有英语聚会翻译成西班牙语。西班牙语事工的每周出席人数约为6000人。